# Ligne Tōbu Ogose
La ligne Tōbu Ogose (東武越生線, Tōbu Ogose-sen) est une ligne ferroviaire de la compagnie privée Tōbu à dans la préfecture de Saitama au Japon. Elle relie la gare de Sakado sur la ligne Tōbu Tōjō à celle d'Ogose sur la ligne Hachikō.
Sur les cartes, la ligne Tōbu Ogose est de couleur orange et les stations sont identifiées par les lettres TJ suivies d'un numéro.

## Caractéristiques

### Ligne
- Longueur : 10,9 km
- Ecartement : 1 067 mm
- Alimentation : 1 500 Vcc par caténaire

### Liste des gares
La ligne comporte 8 gares, numérotées de TJ-26 et de TJ-41 à TJ-47.
| Numéro | Station         | Nom japonais | Distance (km) | Correspondances   | Ville        | Ville                 |
| ------ | --------------- | ------------ | ------------- | ----------------- | ------------ | --------------------- |
| TS-26  | Sakado          | 坂戸         | 0             | Tōbu : Tōjō       | Sakado       | Préfecture de Saitama |
| TS-41  | Ippommatsu (ja) | 一本松       | 2,8           |                   | Tsurugashima | Préfecture de Saitama |
| TS-42  | Nishi-Ōya       | 西大家       | 4,4           |                   | Sakado       | Préfecture de Saitama |
| TS-43  | Kawakado        | 川角         | 5,6           |                   | Moroyama     | Préfecture de Saitama |
| TS-44  | Bushū-Nagase    | 武州長瀬     | 7,6           |                   | Moroyama     | Préfecture de Saitama |
| TS-45  | Higashi-Moro    | 東毛呂       | 8,6           |                   | Moroyama     | Préfecture de Saitama |
| TS-46  | Bushū-Karasawa  | 武州唐沢     | 9,4           |                   | Ogose        | Préfecture de Saitama |
| TS-47  | Ogose           | 越生         | 10,9          | JR East : Hachikō | Ogose        | Préfecture de Saitama |

## Matériel roulant
La ligne Tōbu Ogose est parcourue par des rames Tōbu série 8000

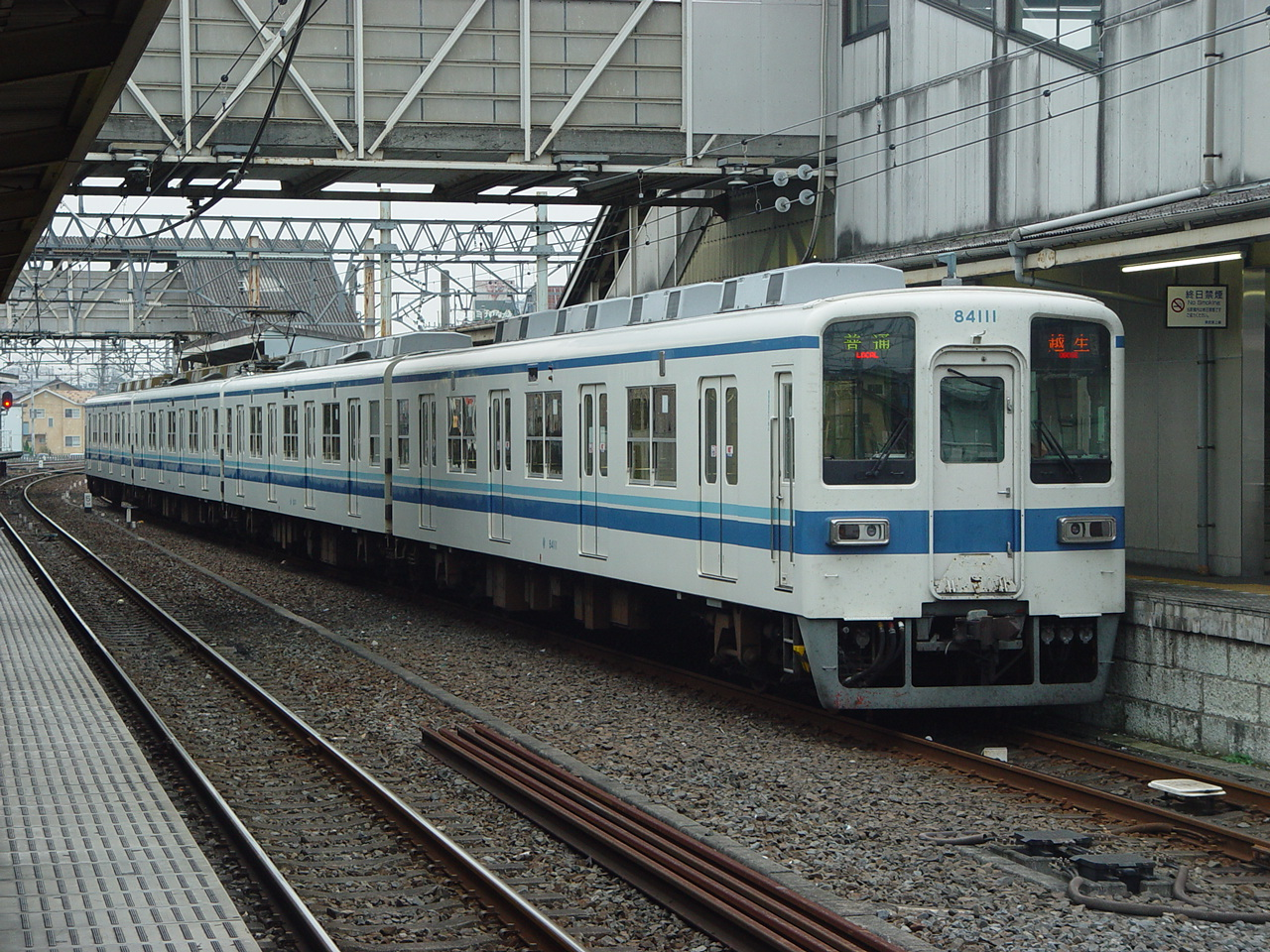
Tōbu série 8000